# Manolo Coego
Manolo Coego (22 de diciembre de 1927 - 15 de enero de 2017) fue un primer actor cubano de cine, teatro y televisión.

## Biografía
Manolo Coego fundador de la televisión cubana y famoso por sus papeles de galán en las telenovelas que interpretó en Cuba y Venezuela, el actor inició su carrera a los 17 años en La Habana, su ciudad natal.
Tenía familia en España, concretamente en un pueblo del interior de Galicia, en Monterroso, Lugo.
Los televidentes de la isla lo vieron por última vez en el papel de Santos Luzardo de la telenovela Doña Bárbara, junto a Revuelta.
Coego salió de Cuba en noviembre de 1961 en el mejor momento de su carrera. Embarcó rumbo a Venezuela con su familia en la nave española Virginia de Churruca. 
El 15 de enero a las 10 a. m., falleció el actor cubano Manolo Coego, en su residencia de Miami, víctima del Alzheimer. Tenía 89 años de edad, reportó el Nuevo Herald.

## Filmografía

### Cine
- Lujuria tropical (1963)
- El reportero (1968)
- Guaguasi (1983) ... Vidal
- Whoops Apocalypse (1986)

### Televisión

#### Telenovelas
- Mi apellido es Valdez (1957) ... Felipe
- El dolor de un recuerdo (Cadena Venezolana de Televisión, 1964)
- El ángel perverso (Cadena Venezolana de Televisión, 1964-1965)
- Yo compro esa mujer (Cadena Venezolana de Televisión, 1965) ... Alejandro
- La sombra de la otra (Cadena Venezolana de Televisión, 1965)
- Estafa de amor (Cadena Venezolana de Televisión, 1966)
- El alma no tiene color (Cadena Venezolana de Televisión, 1966)
- La dama y el Sheik (Cadena Venezolana de Televisión, 1967)
- Corona de lágrimas (Cadena Venezolana de Televisión, 1967)
- Griselda, la hija de la gitana (Cadena Venezolana de Televisión, 1968) ... Raymundo
- Obsesíon (Cadena Venezolana de Televisión, 1968)
- Amarte es prohibido (Cadena Venezolana de Televisión, 1968)
- La gata (Cadena Venezolana de Televisión, 1968) ... Pablo
- Encrucijada (Cadena Venezolana de Televisión, 1969)
- La satánica (Cadena Venezolana de Televisión, 1969)
- El Amo (Cadena Venezolana de Televisión, 1971)
- La inolvidable (Cadena Venezolana de Televisión, 1971)
- El secreto (Cadena Venezolana de Televisión, 1972) ... Adrián
- Raquel (RCTV, 1973-1975) ... Federico Rivera
- Orgullo (RCTV, 1974)
- La indomable (RCTV, 1974-1975) ... Maharajá de Capultana
- Soledad (Televisa, 1980-1981) ... Don Ricardo
- Toda una vida (Televisa, 1981) ... Don Julián Mauti
- Inocente de ti (Televisa y Fonovideo, 2004) ... Zacarías

El Cuerpo Del Deseo - Dr Duarte (2005)

#### Series y miniseries
- ¿Qué pasa, USA? (1977)... Miguelito